# Przestrzeń całkowicie niespójna
Przestrzeń całkowicie niespójna – przestrzeń topologiczna, która jest maksymalnie niespójna w tym sensie, iż nie ma nietrywialnych podzbiorów spójnych. W dowolnej przestrzeni topologicznej zbiór pusty i zbiory jednopunktowe są spójne; w przestrzeni całkowicie niespójnej są to jedyne zbiory spójne.

## Definicja formalna
Przestrzeń topologiczna {\displaystyle X} jest całkowicie niespójna, jeżeli składowymi spójności {\displaystyle X} są wyłącznie zbiory jednopunktowe.

## Przykłady
Przestrzeniami całkowicie niespójnymi są m.in.:
- przestrzenie dyskretne,
- liczby wymierne i liczby niewymierne,
- przestrzeń Baire'a,
- prosta Sorgenfreya,
- zerowymiarowe przestrzenie T1,
- ekstremalnie niespójne przestrzenie Hausdorffa,
- przestrzenie Stone’a.

Ważnym przykładem przestrzeni całkowicie niespójnej jest zbiór Cantora. Innym, odgrywającym kluczową rolę w algebraicznej teorii liczb, jest ciało {\displaystyle \mathbb {Q} _{p}} liczb p-adycznych (ogólniej, całkowicie niespójna jest dowolna grupa proskończona).
Miotełka Kuratowskiego jest przykładem przestrzeni spójnej, usunięcie z której dowolnego punktu daje czyni z niej przestrzeń całkowicie niespójną. Przestrzeń Erdősa {\displaystyle \ell ^{p}(\mathbb {Z} )\cap \mathbb {Q} ^{\omega }} jest przestrzenią całkowicie niespójną, która nie jest wymiaru zero.